# Croton vaughanii
Croton vaughanii är en törelväxtart som beskrevs av Léon Camille Marius Croizat. Croton vaughanii ingår i släktet Croton och familjen törelväxter. Inga underarter finns listade i Catalogue of Life.